# 8e étape du Tour de France 2011
Pour un article plus général, voir Tour de France 2011.
La 8e étape du Tour de France 2011 s'est déroulée le samedi 9 juillet 2011. Elle est partie d'Aigurande, pour arriver à Super-Besse après 189 km de course. Cette étape est remportée en solitaire par le Portugais Rui Costa (Movistar). Le champion du monde norvégien Thor Hushovd conserve le maillot jaune .

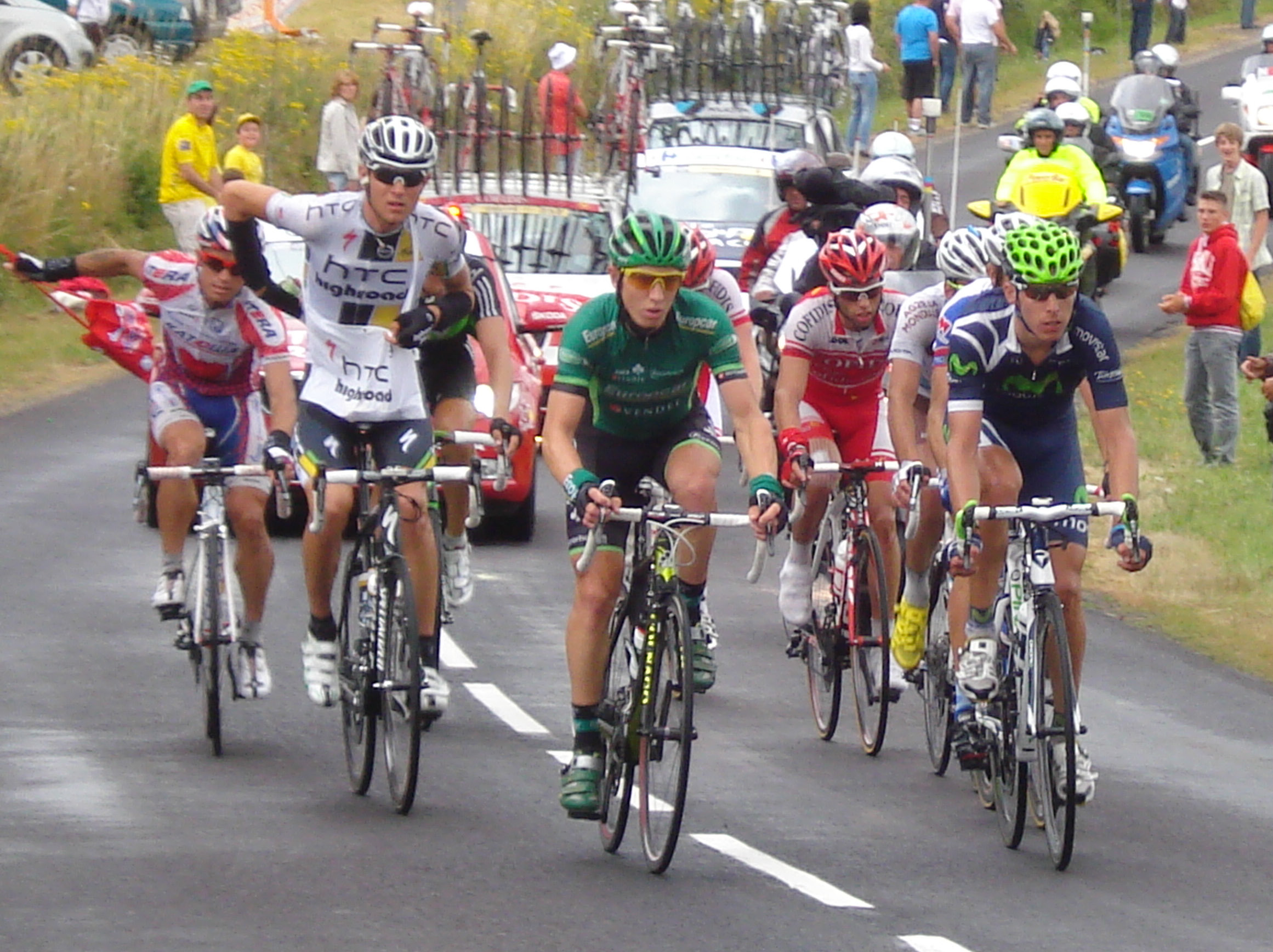
Les échappés

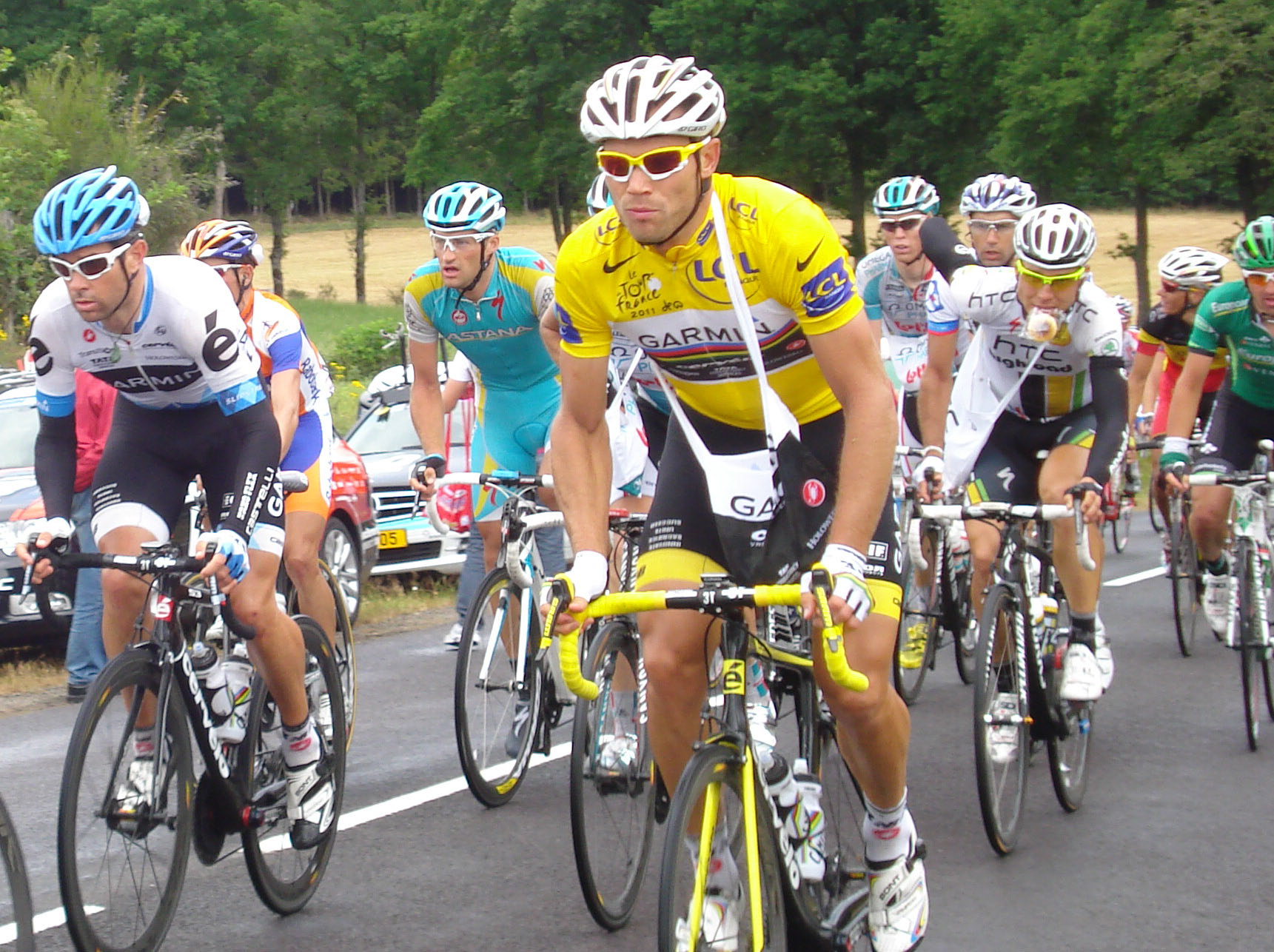
Thor Hushovd au ravitaillement

## Profil de l'étape
Après un début sans grande difficulté, l'étape se termine par l'ascension de Super-Besse. L'approche diffère de 2008 puisque le col de la Croix-Morand n'est pas franchi, mais est remplacé par le col de la Croix Saint-Robert, franchi par le Tour de France 1996 lors de la 14e étape. Le passage du col se fait dans le sens inverse avec un enchaînement direct avec l'arrivée.

## La course
Une échappée-fleuve de neuf coureurs se forme rapidement avec : l'Américain Tejay Van Garderen (HTC-Highroad), le Belge Romain Zingle (Cofidis), l'Espagnol Xabier Zandio (Sky) et le Néerlandais Addy Engels (Quick-Step), le Portugais Rui Costa (Movistar), le Russe Alexandr Kolobnev (Katusha) et les trois Français Christophe Riblon (AG2R), Julien El Fares (Cofidis) et Cyril Gautier (Europcar). A la côte d'Evaux-les-Bains, Julien El Fares remporte l'unique point joué. Au sprint intermédiaire d'Auzances, Christophe Riblon s'empare de la première place, tandis que Philippe Gilbert conclut le sprint du peloton. Alexandr Kolobnev passe en premier au sommet de la Côte du Rocher des Trois Tourtes.
S'ensuit la montée du Col de la Croix Saint-Robert, dont Tejay Van Garderen passe en tête, devant Rui Costa et Cyril Gautier. Le reste de l'échappée s'étant éparpillée le long de la montée, les coureurs qui l'avait constitué ne tardent pas à être rattraper par d'autres coureurs partis en contre, tel que le maillot à pois Johnny Hoogerland (Vacansoleil-DCM) (parti sauver son maillot, en vain), Juan Antonio Flecha (Sky) ou le favori kazakh, Alexandre Vinokourov, qui réussit à les rattraper avant la bascule. Ce groupe se démantèle très vite, Hoogerland préférant revenir dans le peloton, tandis que Vinokourov tente d'accroître son avance. À 5 kilomètres de la ligne d'arrivée, Rui Costa place une attaque, allant ainsi remporter l'étape en solitaire dans la station de Super-Besse Sancy. Un temps Maillot Jaune virtuel, Vinokourov finit par être rattrapé par le peloton dans les 1 000 derniers mètres, après une escapade de plus de 25 km. Thor Hushovd conserve son Maillot Jaune.

## Sprints
| Premier     | Christophe Riblon  | 20 pts. |
| Deuxième    | Rui Costa          | 17 pts. |
| Troisième   | Alexandr Kolobnev  | 15 pts. |
| Quatrième   | Tejay van Garderen | 13 pts. |
| Cinquième   | Romain Zingle      | 11 pts. |
| Sixième     | Julien El Fares    | 10 pts. |
| Septième    | Addy Engels        | 9 pts.  |
| Huitième    | Cyril Gautier      | 8 pts.  |
| Neuvième    | Xabier Zandio      | 7 pts.  |
| Dixième     | Philippe Gilbert   | 6 pts.  |
| Onzième     | José Joaquín Rojas | 5 pts.  |
| Douzième    | Francisco Ventoso  | 4 pts.  |
| Treizième   | Mark Cavendish     | 3 pts.  |
| Quatorzième | Matthew Goss       | 2 pts.  |
| Quinzième   | Jürgen Roelandts   | 1 pt.   |

| Premier     | Rui Costa             | 30 pts. |
| Deuxième    | Philippe Gilbert      | 25 pts. |
| Troisième   | Cadel Evans           | 22 pts. |
| Quatrième   | Samuel Sánchez        | 19 pts. |
| Cinquième   | Peter Velits          | 17 pts. |
| Sixième     | Dries Devenyns        | 15 pts. |
| Septième    | Damiano Cunego        | 13 pts. |
| Huitième    | Alberto Contador      | 11 pts. |
| Neuvième    | Andy Schleck          | 9 pts.  |
| Dixième     | Fränk Schleck         | 7 pts.  |
| Onzième     | Rigoberto Urán        | 6 pts.  |
| Douzième    | Jurgen Van den Broeck | 5 pts.  |
| Treizième   | Andreas Klöden        | 4 pts.  |
| Quatorzième | Ivan Basso            | 3 pts.  |
| Quinzième   | Christian Vande Velde | 2 pts.  |

## Côtes
| Premier | Julien El Fares | 1 pt. |

| Premier | Alexandr Kolobnev | 1 pt. |

| Premier   | Tejay van Garderen | 5 pts. |
| Deuxième  | Rui Costa          | 3 pts. |
| Troisième | Christophe Riblon  | 2 pts. |
| Quatrième | Cyril Gautier      | 1 pt.  |

| Premier  | Rui Costa        | 2 pts. |
| Deuxième | Philippe Gilbert | 1 pt.  |

## Classement de l'étape
|    | Coureur          | Pays       | Équipe             | Temps | Temps           |
| -- | ---------------- | ---------- | ------------------ | ----- | --------------- |
| 1  | Rui Costa        | Portugal   | Movistar           | en    | 4 h 36 min 46 s |
| 2  | Philippe Gilbert | Belgique   | Omega Pharma-Lotto | +     | 12 s            |
| 3  | Cadel Evans      | Australie  | BMC Racing         |       | 15 s            |
| 4  | Samuel Sánchez   | Espagne    | Euskaltel-Euskadi  |       | 15 s            |
| 5  | Peter Velits     | Slovaquie  | HTC-Highroad       |       | 15 s            |
| 6  | Dries Devenyns   | Belgique   | Quick Step         |       | 15 s            |
| 7  | Damiano Cunego   | Italie     | Lampre-ISD         |       | 15 s            |
| 8  | Alberto Contador | Espagne    | Saxo Bank-SunGard  |       | 15 s            |
| 9  | Andy Schleck     | Luxembourg | Leopard-Trek       |       | 15 s            |
| 10 | Fränk Schleck    | Luxembourg | Leopard-Trek       |       | 15 s            |

## Classement général
|    | Coureur          | Pays        | Équipe             | Temps | Temps            |
| -- | ---------------- | ----------- | ------------------ | ----- | ---------------- |
| 1  | Thor Hushovd     | Norvège     | Garmin-Cervélo     | en    | 33 h 06 min 28 s |
| 2  | Cadel Evans      | Australie   | BMC Racing         | +     | 1 s              |
| 3  | Fränk Schleck    | Luxembourg  | Leopard-Trek       |       | 4 s              |
| 4  | Andreas Klöden   | Allemagne   | RadioShack         |       | 10 s             |
| 5  | Jakob Fuglsang   | Danemark    | Leopard-Trek       |       | 12 s             |
| 6  | Andy Schleck     | Luxembourg  | Leopard-Trek       |       | 12 s             |
| 7  | Tony Martin      | Allemagne   | HTC-Highroad       |       | 13 s             |
| 8  | Peter Velits     | Slovaquie   | HTC-Highroad       |       | 13 s             |
| 9  | David Millar     | Royaume-Uni | Garmin-Cervélo     |       | 19 s             |
| 10 | Philippe Gilbert | Belgique    | Omega Pharma-Lotto |       | 30 s             |

## Classements annexes

### Classement par points
|   | Cycliste           | Pays        | Équipe             | Points |
| - | ------------------ | ----------- | ------------------ | ------ |
| 1 | Philippe Gilbert   | Belgique    | Omega Pharma-Lotto | 187    |
| 2 | José Joaquín Rojas | Espagne     | Movistar           | 172    |
| 3 | Mark Cavendish     | Royaume-Uni | HTC-Highroad       | 153    |

### Classement du meilleur grimpeur
|   | Cycliste           | Pays       | Équipe          | Points |
| - | ------------------ | ---------- | --------------- | ------ |
| 1 | Tejay van Garderen | États-Unis | HTC-Highroad    | 5      |
| 2 | Rui Costa          | Portugal   | Movistar        | 5      |
| 3 | Johnny Hoogerland  | Pays-Bas   | Vacansoleil-DCM | 4      |

### Classement du meilleur jeune
|   | Cycliste          | Pays     | Équipe   | Temps | Temps            |
| - | ----------------- | -------- | -------- | ----- | ---------------- |
| 1 | Robert Gesink     | Pays-Bas | Rabobank | en    | 33 h 07 min 56 s |
| 2 | Rein Taaramäe     | Estonie  | Cofidis  | +     | 59 s             |
| 3 | Arnold Jeannesson | France   | FDJ      |       | 1 min 20 s       |

### Classement par équipes
|   | Équipe         | Pays       | Temps | Temps            |
| - | -------------- | ---------- | ----- | ---------------- |
| 1 | Garmin-Cervélo | États-Unis | en    | 98 h 30 min 04 s |
| 2 | Leopard-Trek   | Luxembourg | +     | 4 s              |
| 3 | RadioShack     | États-Unis |       | 35 s             |

## Abandons
- Christopher Horner (RadioShack) : non partant à la suite d'une chute la veille
- ̣  Beñat Intxausti (Movistar) : abandon